# Familia Simpson (sezonul 4)
Al patrulea sezon al serialului de televiziune american Familia Simpson a fost difuzat pentru prima dată pe rețeaua Fox între 24 septembrie 1992 și 13 mai 1993, primul său episod fiind „Kamp Krusty”. Produs de Gracie Films⁠(d) și 20th Century Fox Television⁠(d), principalii producători executivi ai celui de-al patrulea sezon au fost Al Jean și Mike Reiss. Acesta includea două episoade realizate în timpul celui de-al treilea sezon. După încheierea producției, Jean, Reiss și majoritatea scenariștilor originali au părăsit proiectul. Sezonul a fost nominalizat la două premii Primetime Emmy,⁠(d) iar Dan Castellaneta a câștiga unul pentru interpretarea lui Homer din episodul „Mr. Plow⁠(d)”. Al patrulea sezon a fost lansat pe DVD în Regiunea 1 pe 15 iunie 2004, Regiunea 2 pe 2 august 2004 și în Regiunea 4 pe 25 august 2004.

## Producție
Sezonul a fost realizat de producătorii executivi Al Jean și Mike Reiss, responsabili și de producerea sezonul precedent. O parte din scriitorii originali ai serialului, implicați în proiectul de televiziune încă din sezonul 1, au părăsit echipa după finalizarea perioadei de producție. „Cape Feare⁠(d)” a fost ultimul episod produs de echipa originală; acesta a fost difuzat în timpul celui de-al cincilea sezon. Jay Kogen, Wallace Wolodarsky⁠(d) și Jeff Martin și-au scris ultimele episoade în sezonul patru. David M. Stern⁠(d) și Jon Vitti au părăsit echipa, însă au revenit în cele din urmă. De asemenea, Reiss și Jean au plecat pentru a produce serialul The Critic⁠(d); totuși, cei doi au revenit ulterior în echipă, iar Jean a devenit producător executiv începând cu cel de-al treisprezecelea sezon. Rich Moore⁠(d), unul dintre primii regizori ai serialului, a plecat să lucreze la The Critic, însă a fost implicat ani mai târziu în Familia Simpson: Filmul. Scenariștii George Meyer⁠(d) și John Swartzwelder au rămas în echipă, iar Conan O'Brien, Frank Mula și viitorii producători executivi Bill Oakley⁠(d) și Josh Weinstein⁠(d) au început să contribuie la scenariile episoadelor. Adam I. Lapidus⁠(d), Gary Apple și Michael Carrington⁠(d) au fost scenariști doar pentru acest sezon, deși Carrington a revenit mai târziu pentru a realiza vocea unor personaje în episoadele  „Simpson Tide⁠(d)” și „Million Dollar Abie⁠(d)”.
Sam Simon⁠(d), producător executiv al primelor două sezoane ale serialului, cel care a alcătuit echipa originală de scenariști și a fost responsabil de „dezvoltarea sensibilității [serialului]”, a părăsit echipa la finalul sezonului patru. Simon a fost implicat într-o serie de dispute artistice cu creatorul emisiunii Matt Groening, producătorul James L. Brooks și compania de producție Gracie Films, declarând la un moment dat că munca la Familia Simpson nu-l mai încânta. Înainte să părăsească serialul, acesta a negociat o înțelegere prin care primea anual o parte din profiturile obținute de emisiune și era menționat ca producător executiv, deși nu a mai contribuit la proiect din acel moment.
Producția din acest sezon (9F) a fost prima animată de Film Roman, după ce Gracie Films a decis să transfere producția internă a serialului de la compania Klasky Csupo⁠(d). Sharon Bernstein de la Los Angeles Times a scris că „producătorii executivi ai Gracie Films au fost nemulțumiți de producătorul pe care Csupo l-a repartizat Familiei Simpson și au declarat că compania speră să obțină salarii și condiții de muncă mai bune pentru animatorii de la Film Roman”. Cofondatorul Klasky Csupo, Gábor Csupó⁠(d), a fost „întrebat [de Gracie Films] dacă își pot aduce propriul producător [pentru a supraveghea producția de animație]”, dar acesta a refuzat, declarând că „au vrut să-mi spună cum să-mi gestionez afacerea.”  Simon a declarat că „nu va exista nicio schimbare în ceea ce privește calitatea sau aspectul serialului. Nu vom compromite calitatea serialului, iar stafful artistic principal va continua să contribuie la proiect.”
„A Streetcar Named Marge⁠(d)” și „Kamp Krusty” au fost realizate în sezonul precedent. Brooks a sugerat ca scenariul pentru „Kamp Krusty” să fie extins și produs sub forma de lungmetraj. Durata episodului a fost însă foarte scurtă, abia atingând lungimea minimă admisă, iar numărul muzical al episodului a fost prelungit. De asemenea, a fost selectat pentru a fi primul episod al sezonului.

## Distribuție

### Personaje principale
- Dan Castellaneta - Homer Simpson, Abraham Simpson, Krusty the Clown⁠(d), Groundskeeper Willie, Barney Gumble și alte personaje
- Julie Kavner - Marge Simpson, Patty Bouvier⁠(d), Selma Bouvier⁠(d) și alte personaje
- Nancy Cartwright - Bart Simpson, Nelson Muntz, Ralph Wiggum⁠(d) și alte personaje
- Yeardley Smith - Lisa Simpson
- Harry Shearer - Montgomery Burns, Waylon Smithers⁠(d), Ned Flanders⁠(d), Seymour Skinner, Lenny Leonard⁠(d), Kent Brockman, Timothy Lovejoy⁠(d) și alte personaje
- Hank Azaria - Moe Szyslak⁠(d), Clancy Wiggum⁠(d), profesorul Frink⁠(d), Jeff Albertson⁠(d), Apu, Bumblebee Man⁠(d) și alte personaje

### Personaje secundare
- Pamela Hayden⁠(d) - Milhouse van Houten⁠(d), Jimbo Jones⁠(d)
- Maggie Roswell⁠(d) - Maude Flanders⁠(d), Helen Lovejoy⁠(d) și domnișoara Hoover⁠(d)
- Russi Taylor - Martin Prince⁠(d) și Sherri și Terri⁠(d)
- Tress MacNeille⁠(d) - doamna Bloomenstein, Kim și Davey
- Marcia Wallace⁠(d) - Edna Krabappel⁠(d)
- Jon Lovitz - Artie Ziff, profesorul Lombardo și livrătorul de gogoși
- Jo Ann Harris⁠(d) - personaje minore
- Joe Mantegna - Fat Tony⁠(d)
- Frank Welker⁠(d) - Santa's Little Helper⁠(d) și Prințesa

### Invitați
- Phil Hartman⁠(d) - Troy McClure, Lionel Hutz, Lyle Lanley și Dl. Muntz (diverse episoade)
- Elizabeth Taylor - Maggie Simpson („Lisa's First Word”) și Elizabeth Taylor („Krusty Gets Kancelled”)
- Barry White - Barry White
- Jon Lovitz - Llewellyn Sinclair și doamna Sinclair („A Streetcar Named Marge”)
- Bob Hope - Bob Hope („Lisa the Beauty Queen”)
- Lona Williams - Amber Dempsey („Lisa the Beauty Queen”)
- Tom Jones - Tom Jones  („Marge Gets a Job”)
- Sara Gilbert - Laura Powers („New Kid on the Block”)
- Pamela Reed - Ruth Powers („New Kid on the Block”)
- Adam West - Adam West („Mr. Plow”)
- Linda Ronstadt - Linda Ronstadt („Mr. Plow”)
- Leonard Nimoy - Leonard Simoy („Marge vs. the Monorail”)
- Michael Carrington⁠(d) - Sideshow Raheem („I Love Lisa”)
- Dr. Joyce Brothers - Joyce Brothers („Last Exit to Springfield”)
- Brooke Shields - Brooke Shields („The Front⁠(d)”)
- David Crosby - David Crosby („Marge in Chains”)
- Johnny Carson - Johnny Carson („Krusty Gets Kancelled ”)
- Hugh Hefner - Hugh Hefner („Krusty Gets Kancelled”)
- Bette Midler - Bette Midler („Krusty Gets Kancelled”)
- Luke Perry - Luke Perry („Krusty Gets Kancelled”)
- Red Hot Chili Peppers („Krusty Gets Kancelled”)

## Recepție
Pe Rotten Tomatoes, cel de-al patrulea sezon al Familiei Simpson are un rating de aprobare de 100% bazat pe 11 recenzii critice.

## Premii
1993 a fost primul an în care producătorii Familiei Simpson nu au trimis episoade pentru „Premiul Primetime Emmy pentru cel mai bun serial animat⁠(d)”. Înainte de acest sezon, serialul putea concura doar la categoria pentru emisiunile animate, dar la începutul anului 1993 au fost modificate regulile astfel încât proiectele de televiziune animate să poată fi nominalizate la categoria „cel mai bun serial de comedie”. Producătorii au propus episoadele „A Streetcar Named Marge” și „Mr. Plow”, însă votanții Emmy au ezitat să compare serialele animate cu cele de televiziune, iar Familia Simpson nu a fost nominalizată. Unii critici au considerat lipsa nominalizărilor drept una dintre cele mai mari nedreptăți din acel an. Dan Castellaneta a obținut un Emmy la categoria „cel mai bun dublaj⁠(d)”. „Treehouse of Horror III⁠(d)” a fost nominalizat la Emmy pentru „cea mai bună compoziție muzicală într-un serial” (Alf Clausen⁠(d)) și „cel mai bun sunet într-un serial de comedie sau episod special”.
Serialul a câștigat alte premii în acest sezon, inclusiv un Premiu Annie⁠(d) la categoria „cel mai bun serial de televiziune animat”, un Premiu Genesis⁠(d) la categoria „cel mai bun serial de televiziune animat din intervalul de maximă audiență” pentru episodul „Whacking Day⁠(d)”  și un premiu Saturn pentru „cel mai bun serial de televiziune”.
La cea de-a 9-a ediție anuală a Premiilor Television Critics Association, cel de-al patrulea sezon al serialului a fost nominalizat la categoria „Outstanding Achievement in Comedy”, însă a pierdut în fața serialului Seinfeld. Mai mult, a fost nominalizat la categoria „serialul anului”, dar a pierdut în fața lui Barbarians at the Gate.

## Episoade
| Nr. | Episodul | Titlu                                        | Regizor         | Scenarist                       | Data difuzării     | Cod de producție | Audiență SUA (milioane) |
| --- | -------- | -------------------------------------------- | --------------- | ------------------------------- | ------------------ | ---------------- | ----------------------- |
| 60  | 1        | „Kamp Krusty”                                | Mark Kirkland   | David M. Stern                  | 24 septembrie 1992 | 8F24             | 21.8                    |
|     |          |                                              |                 |                                 |                    |                  |                         |
| 61  | 2        | „A Streetcar Named Marge”                    | Rich Moore      | Jeff Martin                     | 1 octombrie 1992   | 8F18             | 18.3                    |
|     |          |                                              |                 |                                 |                    |                  |                         |
| 62  | 3        | „Homer the Heretic"                          | Jim Reardon     | George Meyer                    | 8 octombrie 1992   | 9F01             | 19.3                    |
|     |          |                                              |                 |                                 |                    |                  |                         |
| 63  | 4        | „Lisa the Beauty Queen"                      | Mark Kirkland   | Jeff Martin                     | 15 octombrie 1992  | 9F02             | 19.0                    |
|     |          |                                              |                 |                                 |                    |                  |                         |
| 64  | 5        | „Treehouse of Horror III"                    | Carlos Baeza    | Al Jean & Mike Reiss            | 29 octombrie 1992  | 9F04             | 25.1                    |
| 64  | 5        | „Treehouse of Horror III"                    | Carlos Baeza    | Jay Kogen & Wallace Wolodarsky  | 29 octombrie 1992  | 9F04             | 25.1                    |
| 64  | 5        | „Treehouse of Horror III"                    | Carlos Baeza    | Sam Simon & Jon Vitti           | 29 octombrie 1992  | 9F04             | 25.1                    |
| 65  | 6        | „Itchy & Scratchy: The Movie"                | Rich Moore      | John Swartzwelder               | 3 noiembrie 1992   | 9F03             | 20.1                    |
|     |          |                                              |                 |                                 |                    |                  |                         |
| 66  | 7        | „Marge Gets a Job"                           | Jeff Lynch      | Bill Oakley & Josh Weinstein    | 5 noiembrie 1992   | 9F05             | 22.9                    |
|     |          |                                              |                 |                                 |                    |                  |                         |
| 67  | 8        | „New Kid on the Block"                       | Wes Archer      | Conan O'Brien                   | 12 noiembrie 1992  | 9F06             | 23.1                    |
|     |          |                                              |                 |                                 |                    |                  |                         |
| 68  | 9        | „Mr. Plow"                                   | Jim Reardon     | Jon Vitti                       | 19 noiembrie 1992  | 9F07             | 24.0                    |
|     |          |                                              |                 |                                 |                    |                  |                         |
| 69  | 10       | „Lisa's First Word"                          | Mark Kirkland   | Jeff Martin                     | 3 decembrie 1992   | 9F08             | 28.6                    |
|     |          |                                              |                 |                                 |                    |                  |                         |
| 70  | 11       | „Homer's Triple Bypass"                      | David Silverman | Gary Apple & Michael Carrington | 17 decembrie 1992  | 9F09             | 23.6                    |
|     |          |                                              |                 |                                 |                    |                  |                         |
| 71  | 12       | „Marge vs. the Monorail"                     | Rich Moore      | Conan O'Brien                   | 14 ianuarie 1993   | 9F10             | 23.0                    |
|     |          |                                              |                 |                                 |                    |                  |                         |
| 72  | 13       | „Selma's Choice"                             | Carlos Baeza    | David M. Stern                  | 21 ianuarie 1993   | 9F11             | 24.5                    |
|     |          |                                              |                 |                                 |                    |                  |                         |
| 73  | 14       | „Brother from the Same Planet"               | Jeff Lynch      | Jon Vitti                       | 4 februarie 1993   | 9F12             | 23.8                    |
|     |          |                                              |                 |                                 |                    |                  |                         |
| 74  | 15       | „I Love Lisa"                                | Wes Archer      | Frank Mula                      | 11 februarie 1993  | 9F13             | 25.2                    |
|     |          |                                              |                 |                                 |                    |                  |                         |
| 75  | 16       | „Duffless"                                   | Jim Reardon     | David M. Stern                  | 18 februarie 1993  | 9F14             | 25.7                    |
|     |          |                                              |                 |                                 |                    |                  |                         |
| 76  | 17       | „Last Exit to Springfield"                   | Mark Kirkland   | Jay Kogen & Wallace Wolodarsky  | 11 martie 1993     | 9F15             | 22.4                    |
|     |          |                                              |                 |                                 |                    |                  |                         |
| 77  | 18       | „So It's Come to This: A Simpsons Clip Show" | Carlos Baeza    | Jon Vitti                       | 1 aprilie 1993     | 9F17             | 25.5                    |
|     |          |                                              |                 |                                 |                    |                  |                         |
| 78  | 19       | „The Front⁠(d)"                               | Rich Moore      | Adam I. Lapidus                 | 15 aprilie 1993    | 9F16             | 20.1                    |
|     |          |                                              |                 |                                 |                    |                  |                         |
| 79  | 20       | „Whacking Day"                               | Jeff Lynch      | John Swartzwelder               | 29 aprilie 1993    | 9F18             | 20.0                    |
|     |          |                                              |                 |                                 |                    |                  |                         |
| 80  | 21       | „Marge in Chains"                            | Jim Reardon     | Bill Oakley & Josh Weinstein    | 6 mai 1993         | 9F20             | 17.3                    |
|     |          |                                              |                 |                                 |                    |                  |                         |
| 81  | 22       | „Krusty Gets Kancelled"                      | David Silverman | John Swartzwelder               | 13 mai 1993        | 9F19             | 19.4                    |
|     |          |                                              |                 |                                 |                    |                  |                         |